# Microlicia mucugensis
Microlicia mucugensis är en tvåhjärtbladig växtart som först beskrevs av John Julius Wurdack, och fick sitt nu gällande namn av Frank Almeda och Angela Borges Martins. Microlicia mucugensis ingår i släktet Microlicia och familjen Melastomataceae. Inga underarter finns listade i Catalogue of Life.